# Équipe cycliste Pedal Heaven
L'équipe cycliste Pedal Heaven est une équipe cycliste britannique, active entre 2014 et 2016. Elle participe essentiellement aux épreuves de l'UCI Europe Tour.

## Histoire de l'équipe
Créée en 2014, elle court avec une licence d'équipe continentale en 2016, mais disparait à l'issue de cette saison. Une partie de l'équipe rejoint la nouvelle formation Bike Channel-Canyon.

## Pedal Heaven en 2016[1]

### Effectif
| Cycliste        | Date de naissance | Nationalité | Équipe 2015                                  |  |
| --------------- | ----------------- | ----------- | -------------------------------------------- |  |
| Lloyd Chapman   | 30 août 1989      | Royaume-Uni | Richardsons-Trek                             |  |
| Grant Ferguson  | 15 novembre 1993  | Royaume-Uni | Betch.nl Superior Brentjens MTB Racing (VTT) |  |
| Will Fox        | 28 octobre 1988   | Royaume-Uni | Pedal Heaven                                 |  |
| Joseph Fry      | 27 janvier 1997   | Royaume-Uni |                                              |  |
| Dexter Gardias  | 3 décembre 1990   | Royaume-Uni | ONE                                          |  |
| James Gullen    | 15 octobre 1989   | Royaume-Uni | Velosure Starley Primal                      |  |
| Harrison Jones  | 18 février 1997   | Royaume-Uni |                                              |  |
| David Mcgowan   | 29 août 1980      | Royaume-Uni | Pedal Heaven                                 |  |
| Alex Paton      | 10 mai 1990       | Royaume-Uni | Pedal Heaven                                 |  |
| Jack Pullar     | 15 novembre 1989  | Royaume-Uni | Velosure Starley Primal                      |  |
| Max Stedman     | 22 mars 1996      | Royaume-Uni | Pedal Heaven                                 |  |
| Harry Tanfield  | 17 novembre 1994  | Royaume-Uni | JLT Condor                                   |  |
| Jacob Tipper    | 2 décembre 1991   | Royaume-Uni | Neon Velo                                    |  |
| Rory Townsend   | 30 juin 1995      | Royaume-Uni | Pedal Heaven                                 |  |
| Mitchell Webber | 6 juin 1995       | Royaume-Uni | Pedal Heaven                                 |  |
| Ian Wilkinson   | 14 avril 1979     | Royaume-Uni | Raleigh GAC                                  |  |
| Jake Womersley  | 12 décembre 1995  | Royaume-Uni | ILLI-Bikes                                   |  |